# Таран Лідія Анатоліївна
Тара́н Лі́дія Анато́ліївна (нар.19 вересня 1977, Київ) — українська телеведуча. Володарка премій «Телезірка» та «Телетріумф». Володіє англійською та французькою мовами.

## Життєпис
Народилася у Києві, в сім'ї журналістів. Тато Анатолій був публіцистом, а мама Марія працювала журналісткою. Батько Лідії з ідеологічних мотивів не хотів вступати до лав комуністичної партії, через що не міг розраховувати на високі посади та достойну оплату праці. Після того, як газета, в якій він працював, надрукувала фотографію тодішнього генсека ЦК КПРС Андропова догори ногами, увесь штат звільнили. Таким чином, мати Лідії стала основним утримувачем родини. Жінка працювала вихователькою у дитячому будинку-інтернаті та допомагала чоловікові робити переклади.
Лідія закінчила школу зі срібною медаллю, після чого вступила до Київського університету ім. Т. Г. Шевченка на факультет журналістики. Під час навчання почала працювати на радіо "Промінь", а після закінчення університету — у спортивних виданнях, на «Новому каналі», «5 каналі» та «1+1».
У 2004 році Лідія Таран познайомилася з телеведучим Андрієм Доманським. Уже за рік вони почала жити разом, а у 2007 у них народилася дочка Василина. 1 січня 2010 пара розлучилася. Лідія любить подорожі та гірські лижі . Доволі часто змінює імідж. На початку повномасштабного вторгнення у лютому 2022 року виїхала з України до Франції. Вона зізналася, що частково "відчувала себе зрадницею", але думала насамперед про безпеку своєї доньки. Сама повертатися до Києва Таран не стала, щоби не кидати Василину одну в чужій країні.
Нестачу професійної активності телеведуча компенсувала навчанням: у віці 44-х років вона вступила до магістратури французького вишу. Також вона залишається кореспонденткою каналу "1+1" у Франції.
Також у неї є старший брат Макар – викладач університету, а нині – військовий ЗСУ.

## Діяльність
Розпочала журналістську кар'єру з радіо, проте популярність здобула на телебаченні. Крім основної професії, Таран успішно займається власним соціальним проектом «Здійснити мрію», мета якого — реалізувати мрії важкохворих дітей в Україні. 
- 1994–1995 — ведуча інформаційно-розважальних програм радіо «Промінь», «Довіра»;
- 1995–1998 — редакторка та ведуча програм на кількох радіостанціях;
- 1998–2004 — ведуча на «Новому каналі» («Репортер», «Спортрепортер», «Підйом», «Гол»);
- 2005–2009 — ведуча на «5 каналі» («Час новин»);
- з 2009 — ведуча на телеканалах «1+1» («Я люблю Україну», «Сніданок з 1+1», «ТСН») та «2+2» («ПроФутбол»).

Брала участь у третьому сезоні проекту «Танцюю для тебе». У грудні 2011 року брала участь у шоу «Краса по-українськи». У 2012 році взяла участь у проекті каналу «1+1» «І прийде кохання».

## Нагороди
- 2003 — Телетріумф у номінації «Спортивний коментатор, ведучий спортивної програми»
- 2008 — Телетріумф у номінації «Ведучий інформаційної програми»